# Арго (кратер)
Арго (англ. Argo) — небольшой марсианский ударный кратер, расположенный на плато Меридиана. Его посетил марсоход «Оппортьюнити» на 365 сол после прибытия на Марс. Кратер находится в 300 м к югу от метеорита Heat Shield Rock и теплозащитного экрана «Оппортьюнити», который защищал марсоход при входе в атмосферу Марса.

Обломки теплозащитного экрана «Оппортьюнити»